# The Mosiad, or Israel Delivered

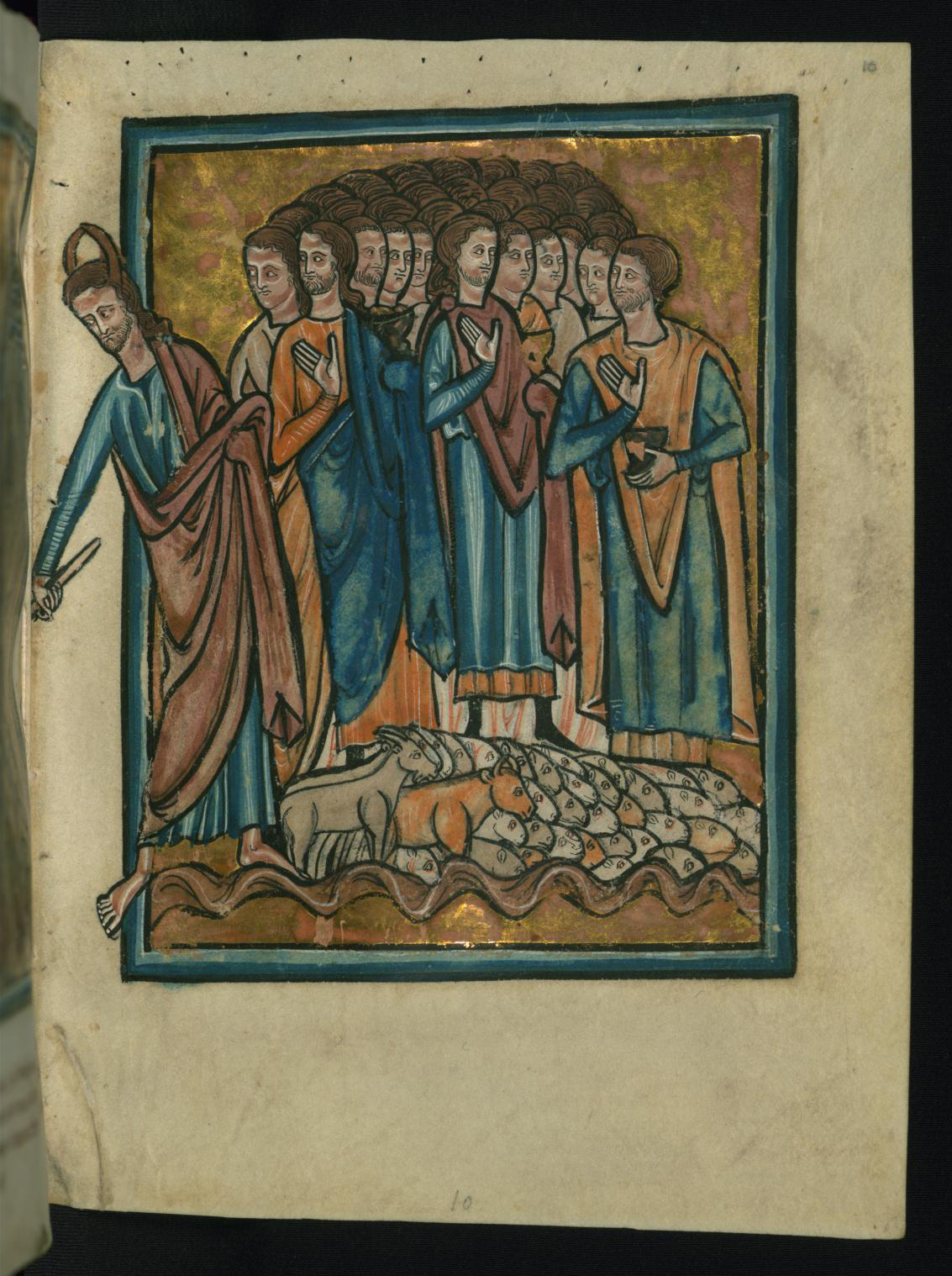
Przejście Izraelitów przez Morze Czerwone

The Mosiad, or Israel Delivered. A Sacred Poem, in Six Canticles – poemat epicki Charlesa Smitha, opublikowany w 1815, oparty na przekazie biblijnym. Opowiada o uwolnieniu Izraelitów z niewoli egipskiej przez Mojżesza. Utwór był recenzowany w The Literary Panorama and National Register i The Monthly Review, Or, Literary Journal.